# Гланишів
Гла́нишів — село в Україні, у Бориспільському районі Київської області. Населення становить 630 зареєстрованих осіб станом на 2024 рік. Входить до складу Переяславської міської громади. День села — Покрова, 14 жовтня.

## Географія
Розташоване на правому березі річки Трубіж — притоки Дніпра за 11 км від центру міської громади та за 80 км від Києва. Найближча залізнична станція — Березань — знаходиться за 26 км від села. Площа населеного пункту — 440 га.

## Історія

Братська могила воїнів РСЧА, які загинули в роки німецько-радянської війни, с. Гланишів

В «Истории судеб Переяславской епархии» зазначено, що це поселення виникло в 1513 році. За однією з легенд село заснував втікач з Правобережної України козак Гланиш. Відтак і пішла назва села.
За козаччини село належало до першої Переяславської сотні Переяславського полку Війська Запорозького.
У 1755 році гетьман Кирило Розумовський відновив третю Переяславську сотню до якої увійшов і Гланишів.
За описом Київського намісництва 1781 року селище Гланишів відносилось до Переяславського повіту даного намісництва. На той час у ньому знаходилось 55 хат виборних козаків, козаків підпомічників, підсусідків, одного посполитого та двох різночинців
За книгою Київського намісництва 1787 року, у селищі Гланишів проживало 175 осіб. У той час селище було у володінні різного звання «казених людей», козаків і власників — статського радника Івана Вишневського, полковника Луки Лукашевича, бунчукового товариша Лук'яна Каневського і бунчукового товариша жінки Наталії.
З ліквідацією Київського намісництва селище, як і увесь Переяславський повіт, перейшло до складу Полтавської губернії.
Є на мапі 1826-1840 року
У 1892—1898 роках збудовано Покровську церкву за гроші, зібрані мешканцями села, відкрито церковно-приходську школу.
1910 - село Дем’янської волості Переяславського повіту Полтавської губернії, 137 господарств, мешкало 813 осіб обох статей разом з найманими робітниками.
На території села біля будинку культури встановлено пам'ятник Герою Соціалістичної праці Олені Семенівні Хобті, а в центрі села височить пам'ятник загиблим воїнам в роки Німецько-радянської війни.
В 1929 році в селі організовано колгосп ім. Т. Г. Шевченка. Кількість розкуркулених сімей — 17. Станом на 1932 рік в селі Гланишів було 229 дворів і проживало 1039 осіб. Комуністи убили голодом у 1932—1933 роках 144 жителів. Загиблі поховані на сільському цвинтарі. 15 жовтня 1994 року там встановлено дерев'яний хрест.
В 2013 р. селу виповнилося 500 років.

## Економіка

Пам'ятник Герою Соціалістичної Праці Хобті О. С., село Гланишів, біля клубу

В селі діють:
- фермерські господарства — «Славія», «Плескачі»,
- лісозаготівельне підприємство — ДСЛП «Гланишівське».

## Соціальна сфера
Гланишівський дошкільний навчальний заклад «Веселка», Гланишівське навчально-виховне об'єднання «загальноосвітня школа І-ІІІ ступенів — дошкільний навчальний заклад» (директор — Лисенко Валентин Миколайович), будинок культури.

## Пам'ятки
- Братська могила воїнів Радянської Армії, які загинули в роки Другої світової війни,
- Пам'ятник Герою Соціалістичної Праці Олені Хобті.

## Відомі люди
- Савчук Петро Миколайович — депутат Верховної Ради УРСР 11-го скликання.
- Шаповал Роман Миколайович (1993—2024) — лейтенант Збройних сил України, учасник російсько-української війни. Герой України (2025, посмертно).